# Stanislas Zézé
Pour les articles homonymes, voir Zeze.
Stanislas Zézé est un entrepreneur ivoirien qui a fondé l'entreprise de notation financière Bloomfield.  
Il est co-auteur d'un ouvrage biographique.

## Biographie

### Enfance, éducation et débuts
Stanislas Zézé est fils de militaire. Il perd son père à l'âge de 18 ans. Événement qui forge en lui une résilience dont il dit qu'elle lui donnera la capacité à affronter, résoudre ou contourner les problèmes. Il fait des études de droit privé en France et continue aux États-Unis. 

### Carrière
Surnommé l'homme aux chaussettes rouges, il est actif sur les réseaux sociaux et considéré comme un modèle de réussite. Après une carrière aux États-Unis, à la banque mondiale, dans le secteur de l'évaluation des risques, il retourne et s'installe en Afrique où il travaille pour le compte d'une multinationale. En 2007, il décide de fonder Bloomfield Investment Corporation une agence de notation financière qui s'appuie sur un panier de devises locales pour évaluer les risques crédits des investisseurs auprès des entreprises.
Il est auteur d'un ouvrage biographique où il exprime vouloir transmettre à la jeunesse les expériences tirées de son parcours.
Il est régulièrement consulté par la presse pour donner son opinion sur l'actualité des affaires.

## Distinctions
- 2019 : Officier de l'ordre national[2]